# Nova Santa Rosa
Nova Santa Rosa é um município brasileiro do estado do Paraná. Sua população, conforme estimativas do IBGE de 2021, era de 8 311 habitantes.

## Geografia

### Subdivisões
Compõem o município dois distritos: Alto Santa Fé e Planalto do Oeste.

### Demografia
Estima-se que 90% dos habitantes sejam descendentes de europeus, vindos da região de Santa Rosa no Rio Grande do Sul[carece de fontes?]. 
| Etnias  |        |
| ------- | ------ |
| Brancos | 93,62% |
| Pardos  | 5,45%  |
| Negros  | 0,93%  |